# Красноярская казачья сотня
Красноярская казачья сотня (в 1904—1905 и с 1914 — Красноярский казачий дивизион) — отдельное кавалерийское подразделение в составе российской императорской армии
Штаб сотни: Минусинск.

## История бригады

### Формирование
- 19 мая 1871 — Создана на основе расформированного Енисейского казачьего полка Красноярская казачья сотня
- 1894 — Сотня причислена к полевым частям войск.
- 14 апреля 1904 — На время русско-японской войны сотня переформирована в дивизион трёхсотенного состава (Приказ по Военному ведомству № 197), который нес охранную службу (по одной сотне в Томске, Минусинске и Красноярске).
- 10 июля 1910 — По инициативе П. А. Столыпина утверждено Положение об Иркутском и Красноярском казачьих дивизионах (Приказ по Военному ведомству № 334).
- 1914 — На время Первой мировой войны сотня переформирована в дивизион трёхсотенного состава (пополнялась отчасти за счёт хакасского населения).

## Командиры сотни и дивизиона
- 1872-? — есаул Раевский, Михаил Владимирович
- 1889—1891 — войсковой старшина Яненко, Василий Иванович[1]
- 1896 — есаул Ленкшевич, Константин Фелицианович[2]
- 1897 — есаул Пермяков, Алексей Константинович[3]
- 1900 — 24.07.1902: есаул Мунгалов, Алексей Евдокимович[4]
- 21.02.1903 — 1907 — есаул (в 1907 г. — войсковой старшина) Поляков, Алексей Платонович[5]
- 1904—1905 — есаул Белоусов, Иннокентий Митрофанович?
- 1908 — есаул Каргополов, Михаил Семёнович[6]
- 1911 — должность вакантна; исполняющий должность помощника командира сотни — подъесаул Коршунов, Пётр Фёдорович[7]
- 29.01.1911-после 02.01.1917 — есаул Могилев, Александр Александрович[8]

## Форма
Общая казачья форма. Мундиры и чекмени тёмно-зелёные. Клапана шинелей, лампасы, колпак папахи, погоны, околыши фуражек и выпушки жёлтые. На погонах шифровка: алая буква «К» (с 1912 года «Крн.»).

## Известные люди, служившие в сотне и дивизионе
- Соловьёв, Иван Михайлович